# Mușni, Rokîtne
Mușni (în ucraineană Мушні) este un sat în comuna Bilovij din raionul Rokîtne, regiunea Rivne, Ucraina.

## Demografie
Componența lingvistică a localității Mușni
     Ucraineană (99,7%)
     Alte limbi (0,3%)
Conform recensământului din 2001, majoritatea populației localității Mușni era vorbitoare de ucraineană (99,7%), existând în minoritate și vorbitori de alte limbi.